# Panam (marca)
Panam es una marca mexicana de calzado fundada en 1952. Es una de las empresas de calzado más antiguas de México.

## Historia

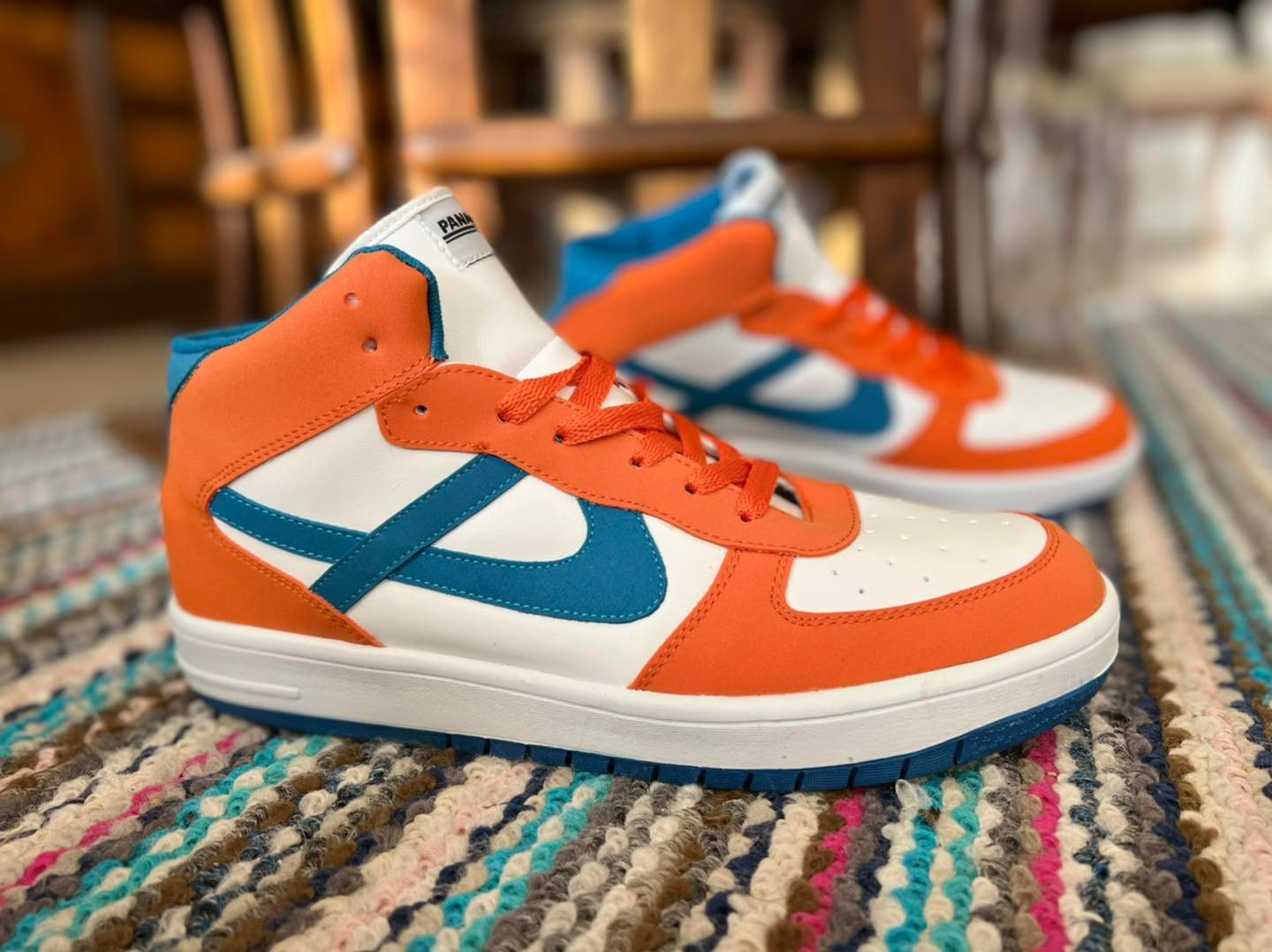
Un par de tenis Panam Bota Meztli

La empresa fue creada por las familias Melem y Pérez, que querían crear una marca que zapatos asequibles para el país. La empresa se llamó Producto Auténtico Nacional Mexicano, Panam para abreviar, y construyeron su primera fábrica en Naucalpan, en el Estado de México. Después de que un incendio quemara su primera fábrica, la empresa decidió construir una nueva en Cuautitlán Izcalli.
En 1967, la empresa lanzó el Panam 084. Salió a la venta en una combinación de colores azul y blanco que la empresa denominó Campeón. Fue el primer zapato en introducir el logotipo "P", que desde entonces se ha utilizado en todos los zapatos de la empresa. El zapato se hizo popular entre los estudiantes para su uso en actividades recreativas en las décadas de 1970 y 1980.
En noviembre de 2019, la empresa amplió su negocio y creó una línea de ropa para vender junto a su calzado. La empresa se ha expandido a países vecinos y ha abierto tiendas en Guatemala, Belice y los Estados Unidos.